# Friedrich Michael
Friedrich Michael (* 30. Oktober 1892 in Ilmenau, Thüringen; † 22. Juni 1986 in Wiesbaden) war ein deutscher Schriftsteller und Verleger.

## Leben
Friedrich Michael wurde am 30. Oktober 1892 als einziges Kind eines Arztes im thüringischen Ilmenau geboren. Bereits während seiner Gymnasialzeit in Schleusingen erwachte sein Interesse am Theater, das ihn zeitlebens begleiten sollte.
Nach dem Abitur 1911 ging er zum Studium der Literatur- und Theaterwissenschaft nach Freiburg, München, Marburg und schließlich 1913 nach Leipzig, wo er 1918 bei Georg Witkowski und Albert Köster zum Doktor der Philosophie promoviert wurde. Seine während der Kriegsjahre entstandene Dissertation behandelte Die Anfänge der Theaterkritik in Deutschland und versuchte – wie Michael im Vorwort vermerkte – »zum ersten Mal, wissenschaftlich in ein Gebiet einzudringen, das bisher von der Forschung nur gelegentlich gestreift worden ist«.
Das Theater war auch der Gegenstand seines nächsten größeren Werkes, einer Geschichte des deutschen Theaters (zuerst 1923), die als „Der kleine Michael“ noch immer in den germanistischen Seminaren der Universitäten zu finden ist – in immer wieder aktualisierten und inzwischen durch Hans Daiber fortgeführten Editionen.
Durch seinen Doktorvater Witkowski kam Michael, inzwischen verheiratet, auch in Kontakt mit Anton Kippenberg, dem Leiter des Leipziger Insel Verlages. Für ihn arbeitete er zunächst als Redakteur der Zeitschrift Das deutsche Buch, dann als freier Mitarbeiter des Verlags und Herausgeber von Werkausgaben zahlreicher Klassiker wie Heinrich Heine, Friedrich Hölderlin oder Heinrich von Kleist. Daneben veröffentlichte er mehrere kleine Erzählungen in den Feuilletons verschiedener Tageszeitungen und 1929 sein erstes belletristisches Werk: eine Satire mit dem Titel Attentat. Chronik einer fixen Idee. Mit diesem Werk habe er, schrieb Michael später, mit dem Feuer gespielt – „allzu bald sollte es brennen“. Das folgende Buch, der Roman Die gut empfohlene Frau (1932) fand sich bald auf der Liste der von den Nationalsozialisten unerwünschten Literatur wieder, was zugleich auch das Ende von Michaels Redakteurstätigkeit bedeutete.
Kippenberg bot ihm an, als Lektor und sein Assistent fest beim Insel Verlag anzufangen, den Michael Jahre später, nach Kippenbergs Tod 1950, ein Jahrzehnt lang leiten sollte. 
Da nicht mit einem Schreibverbot belegt, konnte Michael neben seiner Verlagsarbeit auch weiterhin schriftstellerisch tätig sein. Es entstanden unter anderem Gedichte und die beiden Romane Flucht nach Madras (1934) und Silvia und die Freier (1941). Auch mehrere Bühnenstücke erarbeitete Michael in jenen Jahren, darunter das bekannte Lustspiel Der blaue Strohhut (Uraufführung im Februar 1942, Verfilmung 1949). Lange Zeit galt dieses Stück als dramatisches Debütwerk Friedrich Michaels; erst viele Jahre später wurde durch den Nachlass Michaels und Briefe Erich Kästners bekannt, dass Michael bereits Mitte der 20er Jahre an Theaterstücken arbeitete und zudem gemeinsame Theater-Projekte der beiden Autoren geplant waren, die jedoch wohl nie realisiert wurden.
In den Nachkriegsjahren schickte man Michael nach Wiesbaden, um dort – angesichts der drohenden Teilung Deutschlands – eine westdeutsche Dependance des Insel Verlages aufzubauen. Hier starb Friedrich Michael am 22. Juni 1986.

## Werke
Auf Anregung und unter Mitarbeit von Volker Michels erschien ab 1983 eine ursprünglich auf 18 Bände angelegte Edition der Gesammelten Schriften Friedrich Michaels, deren siebter und vorläufig letzter Band 1993 publiziert wurde:
- So ernst wie heiter. Betrachtungen, Erinnerungen, Episteln und Glossen. Thorbecke, Sigmaringen 1983
- Der Leser als Entdecker. Betrachtungen, Aufsätze und Erinnerungen eines Verlegers. Thorbecke, Sigmaringen 1983
- Die gut empfohlene Frau. Roman. Thorbecke, Sigmaringen 1984
- Flucht nach Madras. Roman. Thorbecke, Sigmaringen 1984
- Silvia und die Freier. Roman. Thorbecke, Sigmaringen 1984
- Altes Erlebnis erneuern. Erzählungen, Causerien, Gedichte. Thorbecke, Sigmaringen 1985
- Der blaue Strohhut. Die Lustspiele und andere Stücke. Thorbecke, Sigmaringen 1993

Daneben erschien unter anderem:
- Die Anfänge der Theaterkritik in Deutschland. Haessel, Leipzig 1918 (zugl.: Leipzig, Univ., Diss., 1918)
- [Kapitel 1:] Das Mittelalter und sein Ausklang. In: Das deutsche Drama, in Verbindung mit Julius Bab, Albert Ludwig, Friedrich Michael, Max J. Wolff u. Rudolf Wolkan hrsg. v. Robert F. Arnold, C. H. Beck, München 1925, S. 1–106
- mit Hans Daiber: Geschichte des deutschen Theaters. Suhrkamp, Frankfurt a. M. 1990 (= suhrkamp taschenbuch; 1665)
- Tagebuch Januar bis Juni 1945. in: Leipzig in Trümmern. Das Jahr 1945 in Briefen, Tagebüchern und Fotografien, hrsg. v. Mark Lehmstedt, Lehmstedt, Leipzig 2004, S. 53–81

## Nachlass
Ein Teil des Nachlasses Friedrich Michaels liegt heute in der Handschriftenabteilung des Deutschen Literaturarchivs Marbach. In insgesamt 22 Kästen finden sich dort Lyrik, Prosa und Korrespondenzen, aber auch autobiographische Schriften wie die Tagebücher 1927–1977 und Dokumente wie Zeugnisse, Verträge und ein Exemplar des Memoiren-Manuskripts Georg Witkowskis.